# Kaliber 7,65 – Diebesgrüße aus Kopenhagen
Kaliber 7,65 – Diebesgrüße aus Kopenhagen ist ein dänischer Spielfilm aus dem Jahr 1965 von Erik Balling. Der deutsche Titel ist eine Anspielung auf den zweiten James-Bond-Film Liebesgrüße aus Moskau. Der Streifen ist eine Parodie auf Agentenfilme. In Dänemark kam der Spielfilm zum ersten Mal am 21. Dezember 1965 in die Kinos, in Deutschland am 23. September des folgenden Jahres. Er wurde im deutschen Fernsehen auch als Hau’ ihn zuerst, Freddy gezeigt.

## Handlung
Frede Hansen, ein Vertreter für Scherzartikel, reist mit der Fähre nach Odense. Mit an Bord befindet sich auch ein Geheimagent, der im Besitz eines Aktenkoffers ist, der dem von Frede Hansen zum Verwechseln ähnelt. Zwei bedrohlich wirkende Herren in hellen Ledermänteln haben den Auftrag, den Agenten während der Fahrt ins Jenseits zu befördern. Bevor sie jedoch ihre Mission ausführen können, gelingt es dem Agenten, seine Tasche mit der von Frede zu vertauschen.
An Land wird Frede wegen seines Koffers in die Auseinandersetzungen zweier verfeindeter Organisationen verwickelt, gerät mal in die Gefangenschaft bei der einen und der anderen Partei, bis er schließlich in Kopenhagen eintrifft. Dort wird er gegen seinen Willen als neuer Geheimagent angeworben. Sein Lehrmeister ist der superperfekte Agent Smith.
Die „Ledermäntel“ und deren Anführer Kolick sollen Frede für immer unschädlich machen. Dank der übernatürlichen Fähigkeiten des Ausbilders Smith ist deren Plan jedoch zum Scheitern verurteilt. Smith hat herausgefunden, dass bei den „Ledermänteln“ die schwedische Nachtclubtänzerin Sonja, die in ihrem Programm in Stockholm mit Tauben arbeitet, eine wichtige Rolle spielt. Deshalb geht jetzt die Reise in die schwedische Hauptstadt, wo Frede die reizende Schöne kaltstellen soll. Dabei ahnt er nicht, dass diese – bezogen auf ihn – den gleichen Auftrag erhalten hat.
Bei der Jagd nach Frede und Smith geht Kolick alles schief; denn immer wieder gelingt es den beiden, ein paar von Kolicks Leuten zur Strecke zu bringen. Als Sonja und Frede aufeinandertreffen, springt sogleich zwischen beiden der Funke über. Kolick hat diesen Umstand bemerkt und von seinem Chef den Befehl erhalten, Frede, Smith und die abtrünnige Tänzerin lebend ins Hauptquartier auf einer der Schäreninseln zu bringen, was ihm nach einigen Rückschlägen auch gelingt. Gefesselt auf einer Sprengstoffladung sitzend, müssen die beiden Herren zusehen, wie Kolick sich darauf vorbereitet, Sonja mit einer Kreissäge zu töten. Bevor er jedoch seinen Plan ausführen kann, fällt Frede auf, was die „Ledermäntel-Bande“ im Schilde führt: Es sollen Raketen nach Moskau geschickt werden, die durch abgerichtete Brieftauben ins Ziel gelenkt werden. In letzter Sekunde können sich Frede und Smith dank einer List befreien und Sonja retten. Per Helikopter entkommen sie von der Insel.
Am Ende geht die Abschussbasis mitsamt den Drahtziehern in die Luft, weil in den Raketen ganz gewöhnliche Tauben sitzen, die in ihren heimatlichen Schlag zurückkehren wollen.

## Kritiken
„Überraschend gut gelungene Agenten-Parodie aus Dänemark, die Kenntnisse in den Merkmalen dieser Filmgattung voraussetzt, wenn sie nicht nur als makabrer Ulk aufgefasst werden soll. Mit dieser Einschränkung ab 16 zu empfehlen.“

„Halbgelungener Versuch, gängige Agentenfilme zu verulken.“

## Auszeichnungen
- 1966 wurde „Kaliber 7,65 – Diebesgrüße aus Kopenhagen“ als bester dänischer Film mit dem Bodil-Preis ausgezeichnet.
- Im selben Jahr erhielt Poul Bundgaard die Bodil als bester Nebendarsteller für seine Rolle als Kolick.

## Quelle
- Programm zum Film: Illustrierter Film-Kurier, Vereinigte Verlagsgesellschaften Franke & Co. KG, München, Nr. 142